# Challand-Saint-Anselme
Challand-Saint-Anselme é uma comuna italiana da região do Vale de Aosta com cerca de 698 habitantes. Estende-se por uma área de 27 km², tendo uma densidade populacional de 26 hab/km². Faz fronteira com Brusson, Challand-Saint-Victor, Emarèse, Issime.

## Demografia
| Variação demográfica do município entre 1861 e 2011                               |
|                                                                                   |
| Fonte: Istituto Nazionale di Statistica (ISTAT) - Elaboração gráfica da Wikipedia |